# Lac Sept Îles
Lac Sept Îles är en sjö i Kanada.   Den ligger i regionen Capitale-Nationale och provinsen Québec, i den sydöstra delen av landet, 300 km nordost om huvudstaden Ottawa. Lac Sept Îles ligger 149 meter över havet. Arean är 0,86 kvadratkilometer. Den sträcker sig 1,6 kilometer i nord-sydlig riktning, och 1,5 kilometer i öst-västlig riktning.
I omgivningarna runt Lac Sept Îles växer i huvudsak blandskog. Runt Lac Sept Îles är det mycket glesbefolkat, med 7 invånare per kvadratkilometer.